# 梁玉振
梁玉振（1904年—1984年8月23日），本姓罗、名万政、号象春，曾用名罗光裕。江西宁都洛口镇高排村清音人，中国共产党党员。中国人民解放军将领、中国人民解放军开国少将。
曾任中国人民解放军公安部队后勤部副部长、总参谋部警备部后勤部部长。曾获得二级八一勋章、二级独立自由勋章、一级解放勋章。1955年，授予中国人民解放军少将。

## 生平[1][2]
- 1928年7月参加中国工农红军。
- 1932年6月加入中国共产党。
- 参加过二万五千里长征。先后任红1军团供给部军实科科长、晋察冀军区第三军分区供给处处长、冀中军区后勤部部长兼供给部部长、察哈尔军区供给部政治委员、第一野战军第1兵团后勤部副部长等职。
- 1951年9月，梁玉振任公安部后勤部副部长。后又调总参谋部警备部任后勤部长。
- 1955年9月被授予少将军衔。
- 1984年8月23日于江西赣州逝世。